# ドラゴンファイヤー (菓子)
ドラゴンファイヤーは、おまけシールがついたチョコレート菓子である。メーカーは松尾製菓。

## 概要
菓子は2種類あり、初期（第1弾）ではチョコフレークを固めて板状にしたもの、後期（第2弾）ではウエハースチョコとなっている。
おまけシールは、ビックリマンシールなどに代表されるような、キャラクターの描かれた正方形のシールである。シールで展開されるのは、歴史上の人物を題材にしたキャラクターが属する「地蘇霊軍」、童話やおとぎ話の登場人物を題材にしたキャラクターが属する「人界戦軍」、そして黄道十二星座にちなんだキャラクターが属する「天星魔軍」の3つの勢力による戦いである。キャラクターにはレベルが設定されていて、0、1、1+、2、3、X、の6段階に分かれている。
キャラクター総数の割にシールの素材の種類が豊富なのが特徴。たとえば、「猿バトル・タイコー」というキャラクターのみに使われている素材は金エンボスと呼ばれる、無数のくぼみのあるアルミ系素材に黄色透明の素材を貼り合わせたシールである。またレベル0でも、Eプリントという、アルミ系を母材に背景模様を打ち込みによって描いた特殊素材を採用している。ちなみに、第2弾では商品名と同名の「ドラゴンファイヤー〔風〕」というキャラクターが登場している。唯一のレベルXで、これまた唯一の立体ホログラフィーが採用されている。その裏書きに「風林火山の風タイプ」などと書かれていることから、第3弾以降も発売が予定されていたことがうかがえる。
お菓子を保護する台紙が入っていなかったため、パッケージを触ることによってシールの固さを確かめてサーチすることが可能だった。

## 参考サイト
- チロルチョコ株式会社